# Henry Draper Catalogue
Henry Draper Catalogue je astronomický hvězdný katalog s daty pozic a spektrálních tříd 225 300 hvězd. Hvězdy v katalogu jsou pojmenované zkratkou HD a po ní následuje číslo hvězdy; např. Polárka je v katalogu HD 8890.
Katalog byl poprvé vydán v letech 1918 a 1924 Annie Jump Cannonovou a jejími spolupracovníky na Observatoři Harvardovy univerzity pod dozorem Edwarda Charlese Pickeringa v devíti svazcích. Byl pojmenován na počest Henryho Drapera, jehož vdova poskytla peníze k financovaní katalogu. V roce 1949 byl katalog rozšířen o 133 783 hvězd na celkem 359 083 hvězd.